# Full Contact (film, 1993)
Pour les articles homonymes, voir Full Contact.
Pour plus de détails, voir Fiche technique et Distribution.
Full Contact (俠盜高飛, Xiá dào gāofēi) est un film hongkongais réalisé par Ringo Lam, sorti en 1993.

## Synopsis
Jeff, un videur, sauve son ami Sam, poursuivi par des créanciers. Tous deux, accompagnés de Chung, font équipe pour réaliser un casse organisé par un psychopathe homosexuel et une véritable nymphomane…

## Fiche technique
- Titre : Full Contact
- Titre original : 俠盜高飛, Xiá dào gāofēi
- Réalisation : Ringo Lam
- Scénario : Nam Yin
- Production : Ringo Lam
- Musique : Teddy Robin Kwan
- Photographie : Lau Hung-chuen, Joe Chan et Peter Ngor
- Montage : Tony Chow
- Pays d'origine : Hong Kong
- Format : Couleurs - 1,85:1 - Dolby Digital - 35 mm
- Genre : Action et film de gangsters
- Durée : 96 minutes
- Date de sortie : 23 juillet 1993 (Hong Kong)
- Classification : Interdit aux moins de 12 ans en France

## Distribution
- Chow Yun-fat : Jeff
- Simon Yam : Judge
- Ann Bridgewater : Mona
- Anthony Wong : Sam
- Bonnie Fu : Virgin
- Frankie Chin : Deano
- Victor Hon : Kau
- Kin-sang Lee : Chung (crédité en tant que Chris Lee)

## Bande originale
- The World Has Gone Insane, interprété par Alan Tam
- Get the Funk Out, interprété par Extreme
- When I'm President, interprété par Extreme
- Bring the Noise, interprété par Public Enemy